# Shen Baozhen

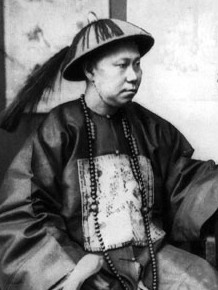
Shen Baozhen um 1870.

Shen Baozhen (chinesisch 沈葆禎, Pinyin Shěn Bǎozhēn 沈葆祯; auch: Sím Pó-cheng, Sing Bo-ting, Shen Wensu, 沈文肅; geb. 1820, Minhou, Fujian; gest. 18. Dezember 1879) war ein chinesischer Beamter zur Zeit der Qing-Dynastie.

## Leben
Shen wurde in Minhou in Fujian geboren. In den Beamtenprüfungen erwarb er 1847 den Titel des Zhuangyuan und wurde darauf an die Hanlin-Akademie berufen.
Sein administratives Talent erregte die Aufmerksamkeit von Zeng Guofan, der ihn beim Kampf gegen den Taiping-Aufstand einsetzte. Nach der Niederschlagung der Revolte 1864 engagierte sich Shen in der Selbst-Stärkungs-Bewegung (洋務運動) und arbeitete später in der Schiffswerft von Fuzhou. Dort nutzte er das Wissen der französischen Ingenieure, wie zum Beispiel Prosper Giquel, um moderne Kriegs- und Handelsschiffe für China herzustellen.
1874 war er außerdem an einem Friedensabkommen mit Japan beteiligt, das nach der japanischen Strafexpedition nach Taiwan ausgehandelt werden musste. 1875 wurde er zum Vizekönig von Liangjiang ernannt. Er verstarb 1879.

## Familie
Shen war mit Lin Puqing (1821–77, 林普晴), der dritten Tochter von Lin Zexu verheiratet. Sie wurde während des Taiping-Aufstandes für ihren Mut während einer Belagerung von Guangxin berühmt.